# حسینیه بزرگ زواره
حسینیه بزرگ زواره مربوط به دوره صفوی است و در زواره، محله میدان بزرگ، جنب امامزاده یحیی ومسجد کرسی واقع شده و این اثر در تاریخ ۱۰ خرداد ۱۳۸۲ با شمارهٔ ثبت ۹۰۵۳ به‌عنوان یکی از آثار ملی ایران به ثبت رسیده است.